# Favites peresi
Espèce
Synonymes
- Goniastrea peresi (Faure & Pichon, 1978) [2]
- Paramontastraea peresi (Faure & Pichon, 1978) (préféré par NCBI)[3]

Statut CITES
Favites peresi est une espèce de coraux de la famille des Merulinidae (selon WoRMS) ou de la famille des Faviidae (selon ITIS).

## Taxonomie
Le WoRMS classe cette espèce dans le genre Paramontastraea et Paleobiology Database dans Goniastrea.

## Publication originale
- Faure & Pichon, 1978 : Description de Favites peresi, nouvelle espèce de Scleractiniaire hermatipique de l'Océan Indien (Cnidaria, Anthozoa, Scleractinia). Bulletin du Muséum national d'histoire naturelle, sér. 3, vol. 352, n. 513, pp. 107-127 (texte intégral) (fr + en)